# Hogna immansueta
Hogna immansueta är en spindelart som först beskrevs av Simon 1909.  Hogna immansueta ingår i släktet Hogna och familjen vargspindlar.
Artens utbredningsområde är Western Australia. Inga underarter finns listade i Catalogue of Life.